# Dongfu, Fujian
Dongfu (kinesiska: 东孚) är ett stadsdelsdistrikt i sydöstra Kina. Det ligger i stadsdistriktet Haicang i staden Xiamen i provinsen Fujian, omkring 220 kilometer sydväst om provinshuvudstaden Fuzhou. Antalet invånare är 41373. Befolkningen består av 18 817 kvinnor och 22 556 män. Barn under 15 år utgör 13,0 %, vuxna 15-64 år 80 %, och äldre över 65 år 5,0 %.